# Lactovum miscens
Lactovum miscens ist die einzige Art der Gattung Lactovum. Es handelt sich um grampositive Bakterien aus der Ordnung der Lactobacillales (Milchsäurebakterien). Sie wurden in einem sauren Waldboden in Bayern entdeckt. Die nähere Untersuchung zeigt eine Verwandtschaft mit den Vertretern der Gattung Lactococcus und Streptococcus. Anders als bei diesen Bakterien sind die Zellen von Lactovum miscens eiförmig.

## Merkmale

### Erscheinungsbild
Die Zellen von Lactovum miscens ähneln Kokken, sind aber eher – wie für Oenococcus oder Leuconostoc typisch – ovoid (eiförmig), mit einem Durchmesser von 0,7 µm und einer Länge von 1 µm. Sie liegen meist in Paaren angeordnet vor. Sie bilden keine Endosporen und sind nicht aktiv beweglich. Die Gram-Färbung verläuft positiv.

### Wachstum und Stoffwechsel
Lactovum miscens ist chemo-heterotroph und anaerob. Es ist aber aerotolerant, d. h. wächst und vermehrt sich unter anaeroben Bedingungen, also ohne Sauerstoff, und sein Wachstum und seine Vermehrung werden durch die Anwesenheit von Sauerstoff weder gefördert noch gehemmt. Der pH-Bereich von Wachstum und Vermehrung liegt zwischen pH 3,5 und pH 7,5, der Temperaturbereich zwischen 0 und 35 °C. Das Bakterium ist damit als psychrotolerant zu bezeichnen, da es auch bei relativ niedrigen Temperaturen noch zur Vermehrung fähig ist.
Im Rahmen seines Stoff- und Energiewechsels kann L. miscens verschiedene Kohlenhydrate in einer Gärung verwerten. Substrate, die es abbauen kann, sind die Monosaccharide Glucose, Fructose und Galactose, die Disaccharide Cellobiose und Maltose, der Zuckeralkohol Mannitol sowie die Aminozucker Glucosamin und N-Acetylglucosamin, wobei letzterer ein Baustein der Mureinschicht in der bakteriellen Zellwand ist. Endprodukte der Gärung sind Lactat (Anion der Milchsäure), Ethanol, Formiat (Anion der Ameisensäure) und Acetat (Anion der Essigsäure). Auch Kohlenstoffdioxid (CO2) wird in geringen Mengen gebildet, molekularer Wasserstoff (H2) und Methan (CH4) werden nicht gebildet. Die Vielfalt der Gärungsprodukte zeigt, dass L. miscens – anders als die verwandten Arten der Familie der Streptococcaceae – keine homofermentative Milchsäuregärung durchführt.
Weitere Untersuchungen des Stoffwechsels ergaben, dass L. miscens die Zucker über den Stoffwechselweg der Glykolyse abbaut, hier ist Pyruvat (Anion der Brenztraubensäure) das Endprodukt. Ein Teil des Pyruvats wird mit Hilfe des Enzyms Lactatdehydrogenase zu Lactat reduziert, außerdem wird Pyruvat durch das Enzym Pyruvat-Formiat-Lyase umgesetzt zu Formiat und Acetyl-CoA, das zu Acetat hydrolysiert werden kann. Bakterien, die eine heterofermentative Milchsäuregärung durchführen, fehlt normalerweise das Enzym Aldolase, das einen Schritt der Glykolyse katalysiert. In dieser Hinsicht scheint L. miscens eher zu den homofermentativen Arten zu gehören. Die durchgeführte Gärung wird wegen der Vielzahl der Gärungsprodukte jedoch als gemischte Gärung (englisch mixed-fermentative metabolism) bezeichnet.

### Chemotaxonomie
Als Vertreter der Firmicutes gehört Lactovum miscens zu den Bakterien mit niedrigem GC-Gehalt, also einem niedrigen Anteil der Nukleinbasen Guanin und Cytosin in der Bakterien-DNA. Der GC-Gehalt liegt bei 37,6 Molprozent. Der Wert liegt im Rahmen der GC-Gehalte der verwandten Gattungen (34 bis 46 Molprozent). Das Genom wurde bisher (Stand 2014) noch nicht vollständig sequenziert. Allerdings wurden für phylogenetische Untersuchungen die Nukleotide der 16S rRNA bestimmt, ein für Prokaryoten typischer Vertreter der ribosomalen RNA.

### Pathogenität
Lactovum miscens ist nicht pathogen („krankheitserregend“) und wird durch die Biostoffverordnung in Verbindung mit der TRBA (Technische Regeln für Biologische Arbeitsstoffe) 466 der Risikogruppe 1 zugeordnet.

## Vorkommen
Lactovum miscens wurde aus einer Bodenprobe isoliert. Es handelt sich um einen sauren Waldboden in Bayern, der pH-Wert einer wässrigen Suspension des Bodens betrug pH 4,5 zum Zeitpunkt der Probenahme.

## Systematik
Lactovum miscens ist die einzige Art und somit auch die Typusart der Gattung Lactovum und zählt zu der Familie der Streptococcaceae in der Ordnung der Lactobacillales (Milchsäurebakterien). Diese Ordnung gehört zu der Abteilung der Firmicutes. L. miscens wurde 2004 von Carola Matthies und weiteren Wissenschaftlern der Universität Bayreuth isoliert, untersucht und erstbeschrieben. Mit Veröffentlichung in der Validation List no. 102 im Jahr 2005 wurden die Art und die Gattung nach den Regeln des Bakteriologischen Codes anerkannt.
Der im Waldboden entdeckte Bakterienstamm anNAG3 ist der Typusstamm der Art. Er wurde in den Sammlungen von Mikroorganismen in den USA (als ATCC BAA-490) und Deutschland (bei der DSMZ als DSM 14925) hinterlegt. Bei der phylogenetischen Untersuchung wurde eine Verwandtschaft zu den Gattungen Lactococcus und Streptococcus festgestellt, die bis 2004 einzigen Vertreter der Familie der Streptococcaceae. Der Vergleich der Sequenzen der 16S rRNA ergab eine Ähnlichkeit von 88 bzw. 89 %. Die Unterschiede waren ausreichend, um eine Typusart einer neuen Gattung zu etablieren. Gestützt wird dies durch phänotypische Merkmale, beispielsweise die besondere Gärung.

## Etymologie
Der Gattungsname Lactovum leitet sich von den lateinischen Wörtern lac, lactis („Milch“) und ovum („Ei“) ab, so dass eine wörtliche Übersetzung „Milch-Ei“ oder „Ei aus der Milch“ lautet. Der Name wurde in Anlehnung an Lactococcus gewählt, einer verwandten Gattung, wobei die Zellen von Lactovum im Vergleich dazu nicht kugelförmig (kokkoid), sondern eher eiförmig (ovoid) sind. Der Artname leitet sich vom lateinischen Verb miscere („mischen“) her und verweist auf die gemischte Gärung, die L. miscens durchführt.